# Kurt Bernard
Kurt Bernard Simpson, né le 8 décembre 1977 à Puerto Limón, est un footballeur costaricien. Il joue au poste d'attaquant avec l'équipe du Costa Rica et le club de Limón FC.

## Carrière

### En club
- 1998-2001 : AD Limonense -  Costa Rica
- 2001-2002 : SD Santos -  Costa Rica
- 2002-2005 : CS Herediano -  Costa Rica
- 2005-2010 : Puntarenas FC -  Costa Rica
- depuis 2010 : Limón FC -  Costa Rica

Il fut meilleur buteur du championnat du Costa Rica en 2005-2006.

### En équipe nationale
Bernard participe à la coupe du monde 2006 avec l'équipe du Costa Rica.

## Palmarès
- 9 sélections en équipe nationale